# Batrachylodes
Batrachylodes es un subgénero de anfibios anuros perteneciente a la familia Ceratobatrachidae, de las verdaderas ranas. Son endémicas del archipiélago de las islas Salomón.

## Especies
Se reconocen las siguientes según ASW:
- Cornufer elegans (Brown & Parker, 1970)
- Cornufer gigas (Brown & Parker, 1970)
- Cornufer mediodiscus (Brown & Parker, 1970)
- Cornufer minutus (Brown & Parker, 1970)
- Cornufer montanus (Brown & Parker, 1970)
- Cornufer trossulus (Brown & Parker, 1970)
- Cornufer vertebralis (Boulenger, 1887)
- Cornufer wolfi (Sternfeld, 1920)